# Кульмие, Мохиддин Мохамед
Мохиддин Мохамед Кульмие (араб. محي الدين محمد كلمية‎, 1958 — 1991, Могадишо) — сомалийский легкоатлет, выступавший в беге на длинные дистанции и марафонском беге. Участник летних Олимпийских игр 1984 и 1988 годов.

## Биография
Мохиддин Мохамед Кульмие родился в 1958 году.
В 1984 году вошёл в состав сборной Сомали на летних Олимпийских играх в Лос-Анджелесе. В беге на 10 000 метров занял 11-е место в полуфинале, показав результат 29 минут 37,93 секунды и уступив 1 минуту 6,82 секунды попавшему в финал с 5-го места Нику Роузу из Великобритании.
В 1988 году вошёл в состав сборной Сомали на летних Олимпийских играх в Сеуле. В марафонском беге занял 91-е место, показав результат 2 часа 58 минут 10 секунд и уступив 47 минут 38 секунд завоевавшему золото Джелиндо Бордину из Италии.
Убит в 1991 году в сомалийском городе Могадишо в результате случайной перестрелки.